# Campo de exterminio

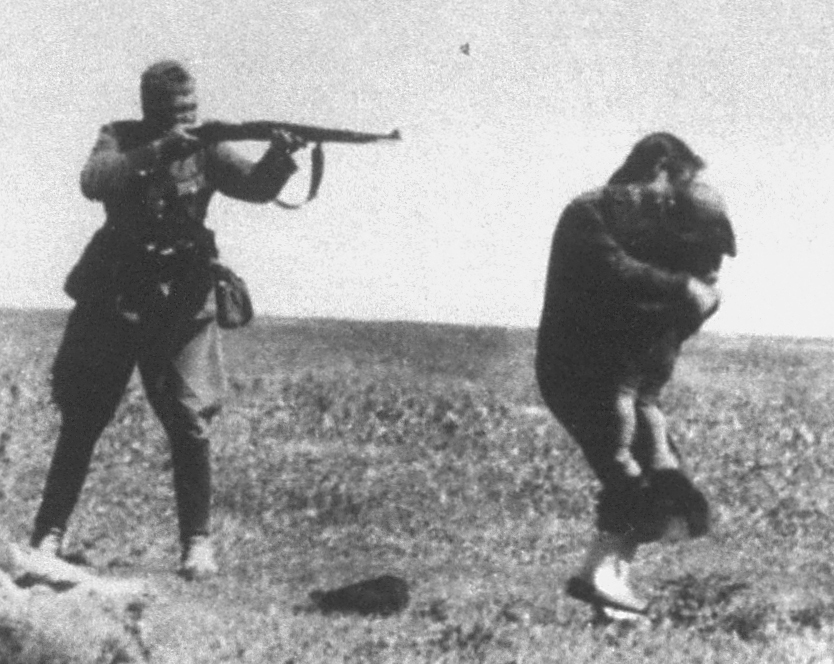
Fusilamiento en Ivanhorod Ucrania.

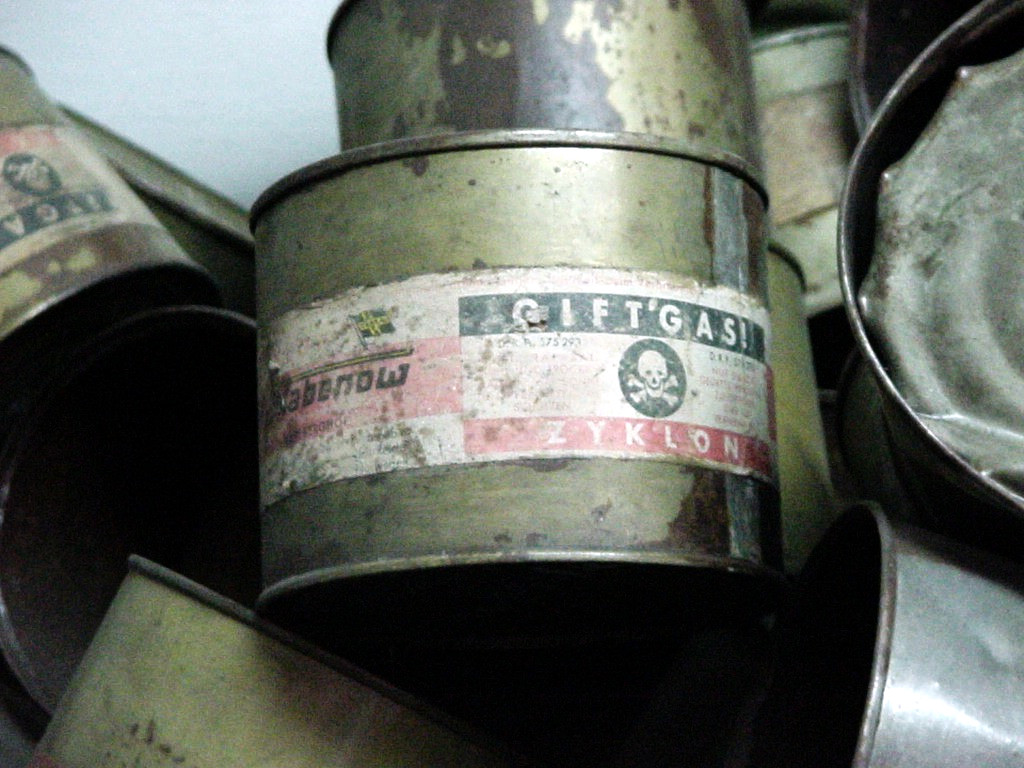
Gas Zyklon B, usado en las cámaras de gas.

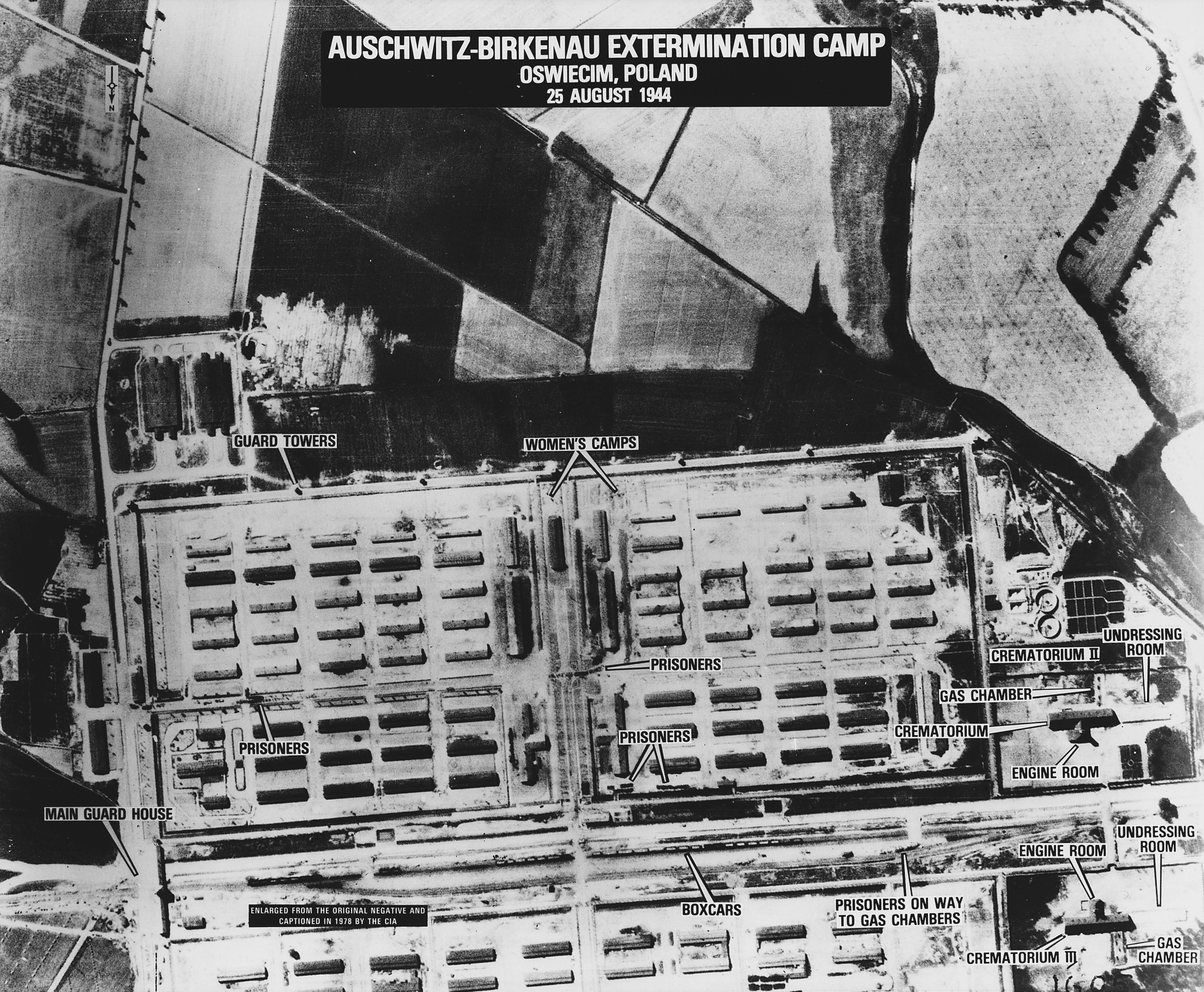
Fotografía aérea de Auschwitz-Birkenau.

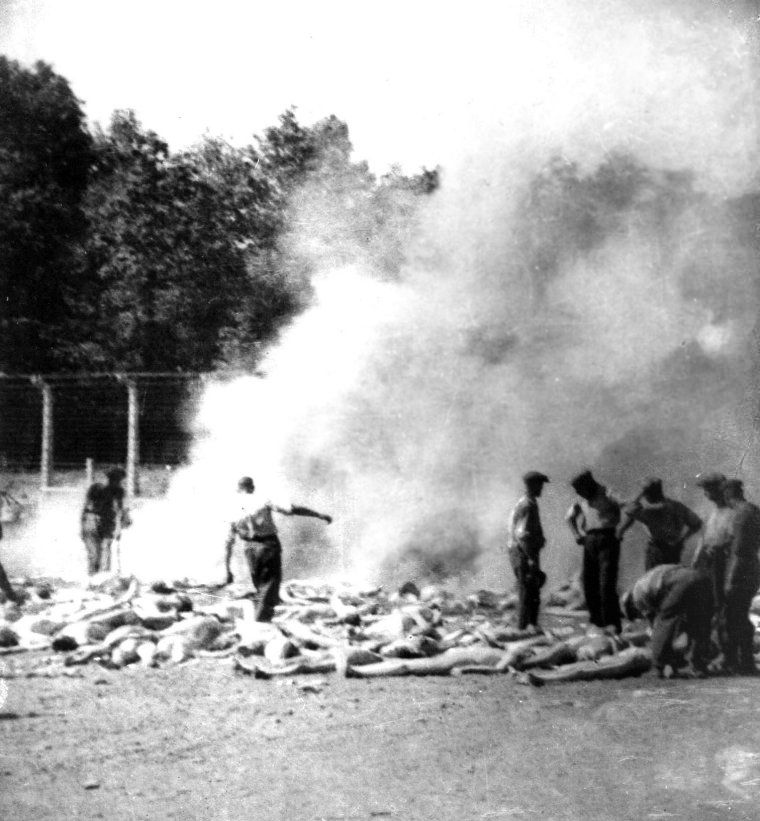
Miembros de los sonderkommando quemando cuerpos de las víctimas en Auschwitz-Birkenau.

Los campos de exterminio, también llamados campos de la muerte o fábricas de la muerte, fueron un tipo de campos de concentración construidos durante la Segunda Guerra Mundial por el régimen nazi.
Las víctimas de los campos de exterminio eran ejecutadas sobre todo por gaseamiento, en instalaciones permanentes construidas para este propósito o en furgonetas. Algunos campos de concentración nazis, como Auschwitz y Majdanek, exterminaban a los prisioneros a finales de la Segunda Guerra Mundial mediante gas venenoso y trabajo extremo en condiciones de inanición.
La idea de la exterminación masiva en instalaciones para esto, adonde se trasladaban las víctimas en tren, se aplicó por primera vez durante la experimentación nazi con gas sintético del programa de eutanasia Aktion T4, contra pacientes de hospitales con discapacidades físicas o mentales. El desarrollo de las cámaras de gas es atribuido por los historiadores al doctor Albert Widmann, químico jefe de la Policía Criminal Alemana (Kripo). La primera furgoneta para gaseamientos fabricada en Berlín fue usada por el Comando de Herbert Lange entre el 21 de mayo y el 8 de junio de 1940 en el campo de concentración de Soldau, en la Polonia invadida por los nazis, para matar a 1 558 pacientes con enfermedades mentales enviados desde un sanatorio. Lange usó su experiencia con gases de tubos de escape para establecer el campo de exterminio de Chelmno a partir de entonces. Widmann realizó los primeros experimentos de gas en el Este hacia septiembre de 1941 en Mogilev, e inició con éxito el asesinato de pacientes de hospitales locales con los gases de escape de un motor de camión, minimizando el impacto psicológico del crimen en el escuadrón de exterminio "Einsatzgruppe". La tecnología fue adaptada, expandida y aplicada en tiempo de guerra a víctimas desprevenidas de muchos grupos étnicos y nacionales; los judíos fueron el objetivo principal, representaron más del 90 por ciento del número de muertos en el campo de exterminio.
Los nazis denominaron «solución final» (Endlösung en alemán) al exterminio de los judíos europeos. Mataron a dos tercios de la población judía de Europa, lo que supuso unos 6 millones de muertos. Esto es conocido como el Holocausto. En este periodo, también se asesinó a otros 11 millones de personas.
Según la teoría nazi del espacio vital, Lebensraum, todos los no arios podían ser exterminados, por lo que se mató a más de un millón de polacos y a millones de soviéticos.
También ejecutaron a miles de gitanos en campos de exterminio.
A diferencia de los campos de concentración como Dachau y los de trabajo de esclavos, donde las tasas de mortalidad eran consecuencia de la inanición, las enfermedades y de los malos tratos, los campos de exterminio fueron diseñados para la eliminación de personas. Seis de los siete campos de exterminio alemanes se construyeron en el actual territorio de Polonia y estaban equipados con cámaras de gas y otros medios:
- Auschwitz-Birkenau
- Belzec
- Chelmno (Kulmhof)
- Majdanek
- Sobibor
- Treblinka

De estos, Auschwitz y Chelmno se encontraban en zonas de la Polonia occidental anexadas por Alemania y los otros cuatro en la zona del Gobierno General.
Los nazis también establecieron un séptimo campo de exterminio en lo que sería Bielorrusia:
- Maly Trostenets, menos conocido que los existentes en Polonia ocupada.

Treblinka, Belzec y Sobibór se construyeron durante la Operación Reinhard. Estos campos, junto con Chelmno, eran campos de exterminio puros, construidos con el único fin de matar una gran cantidad de judíos a las pocas horas de su llegada. No solo judíos fueron enviados a estos campos, también gitanos como lo narran numerosos supervivientes de estos campos, homosexuales y toda persona contraria al régimen nazi.
Los campos de exterminio también fueron usados por el régimen de la Ustacha en el Estado Independiente de Croacia, satélite de la Alemania nazi que llevó a cabo un genocidio entre 1941 y 1945 de serbios, judíos, gitanos y oponentes políticos croatas y bosnios musulmanes. Esto era realizado en el campo de exterminio de Jasenovac.
La existencia de los campos de exterminio es aceptada por la gran mayoría de los historiadores; sin embargo, existen personas asociadas a una corriente conocida como Negacionismo del Holocausto, a la que sus partidarios prefieren llamar revisionismo. La negación del holocausto es considerado delito en varios países europeos y está penado con prisión.
El investigador Dan Plesch publicó dos libros, America, Hitler and the UN (2011) y Human Rights After Hitler (2017), dando a conocer documentos secretos de las Naciones Unidas que revelan que Estados Unidos, el Reino Unido y la Unión Soviética sabían desde 1943 que se llevaba a cabo un Holocausto, pero que no tomaron medidas debido a la preocupación de que hubiera una gran cantidad de refugiados, por presión de los sectores antisemitas en el Departamento de Estado estadounidense y para no dañar las relaciones comerciales con Alemania luego de la guerra.

## Antecedentes
Tras la invasión de Polonia, en septiembre de 1939, las SS iniciaron el programa secreto de eutanasia Aktion T4, el asesinato sistemático de pacientes de hospitales alemanes, austríacos y polacos con discapacidades físicas o mentales, con el objetivo de eliminar a la "vida indigna de vida", una designación nazi para las personas que no tenían derecho a la vida. En 1941, la experiencia adquirida en el asesinato secreto de esos pacientes condujo a la creación de campos de exterminio para la implementación de la Solución Final.
Para entonces, los judíos habían sido confinados en nuevos guetos e internados en campos de concentración junto con otros perseguidos, incluyendo gitanos y prisioneros de guerra soviéticos. La "solución a la cuestión judía" de los nazis, basada en el asesinato sistemático por gaseamiento, empezó durante la Operación Reinhard, después del inicio de la guerra nazi-soviética de junio de 1941. La adopción de la tecnología de gas por parte de la Alemania nazi fue precedida por una ola de asesinatos llevados a cabo por los escuadrones Einsatzgruppen de las SS, que siguieron a la Wehrmacht durante la Operación Barbarroja en el Frente Oriental.
Los campamentos diseñados para el gaseamiento masivo de judíos se establecieron en los meses posteriores a la Conferencia de Wannsee presidida por Reinhard Heydrich en enero de 1942 en la que se dejó en claro el principio de que los judíos de Europa serían exterminados. La responsabilidad de la logística debía ser ejecutada por el administrador del programa, Adolf Eichmann.
El 13 de octubre de 1941, el jefe policial de las SS, Odilo Globocnik, destinado en el campo de concentración de Lublin, recibió una orden oral del jefe de las SS, Heinrich Himmler -que vislumbraba como pronta la caída de Moscú- para apurar la construcción de un centro de asesinatos en Bełżec, en el territorio del Gobierno General de la Polonia ocupada. La orden fue dada tres meses antes de la Conferencia de Wannsee. Los gaseamientos en Chelmno, al norte de Lodz, usando furgonetas empezaron en diciembre, bajo el mando del sturmbannführer Herbert Lange. El campo de exterminio de Bełżec estuvo operativo en marzo de 1942, con mandos traídos de Alemania bajo la apariencia de la Organización Todt (OT). Ese mes, en Auschwitz, se construyeron nuevos búnkeres para gaseamiento. A mediados de ese año, había dos campos de la muerte más en territorio polaco para la Operación Reinhard: Sobibór (finalizado en mayo) bajo el mando del hauptsturmführer Franz Stangl, y Treblinka (operativo en julio) bajo el mando del obersturmführer Irmfried Eberl, de Aktion T4, el único doctor que había trabajado ya en esto. En Majdanek se construyeron en septiembre.

## Definición
Los nazis distinguían entre campos de exterminio y campos de concentración, aunque los términos "campo de exterminio" (vernichtungslager) y "campo de la muerte" (todeslager) se usaban en forma indistinta para referirse a los campos cuya función principal era el genocidio. Los todeslager estaban diseñados para el asesinato sistemático de personas llevadas en masa en los trenes del Holocausto. Los ejecutadores no esperaban que los prisioneros sobreviviesen más de unas pocas horas después de su llegada a Belzec, Sobibór y Treblinka. Los campos de exterminio de Reinhard estaban bajo el mando directo de Globocnik. Cada uno estaba regido por entre 20 y 35 hombres de las SS-Totenkopfverbände, una rama de las SS, además de un centenar de trawnikis, ayudantes provenientes sobre todo de la Ucrania soviética, y un centenar de los sonderkommando, trabajadores esclavos. Los hombres, mujeres y niños judíos eran mandados de guetos para "tratamiento especial" en un ambiente de terror por batallones policiales uniformados de la Ordnungspolizei y de la Schutzpolizei.
Los campos de la muerte se diferencian de los campos de concentración que se encontraban en Alemania, como el de Bergen-Belsen, Oranienburg, Ravensbrück y Sachsenhausen, que eran campos de prisioneros establecidos antes de la Segunda Guerra Mundial para personas definidas como "indeseables". A partir de marzo de 1936, todos los campos de concentración nazis estuvieron manejados por las SS-Totenkopfverbände, que también estuvo en los campos de exterminio desde 1941. Un anatomista de las SS, el doctor Johann Paul Kremer después de presenciar el gaseamiento de las víctimas en Birkenau, escribió en su diario el 2 de septiembre de 1942: "el infierno de Dante me parece casi una comedia en comparación con esto. ¡No llaman a Auschwitz el campo de aniquilación por nada!". La diferenciación fue evidente durante los juicios de Núremberg, cuando le preguntaron a Dieter Wisliceny (un delegado de Adolf Eichmann) por los campos de exterminio y él señaló los campos de Auschwitz y Majdanek. Entonces, cuando se le preguntó, "¿Cómo clasifica los campos de Mauthausen, Dachau y Buchenwald?", él contestó, "Eran campos de concentración normales, desde el punto de vista del departamento de Eichmann".
Con independencia de los arrestos para los campos de exterminio, los nazis tomaron a millones de extranjeros para realizar trabajo esclavo en los otros campos, lo cual proporcionó una cobertura perfecta para el programa de exterminio. Los prisioneros representaron una cuarta parte de la fuerza laboral total del Reich, con tasas de mortalidad superiores al 75 por ciento debido al hambre, la enfermedad, el agotamiento, las ejecuciones y la brutalidad física.

## Historia

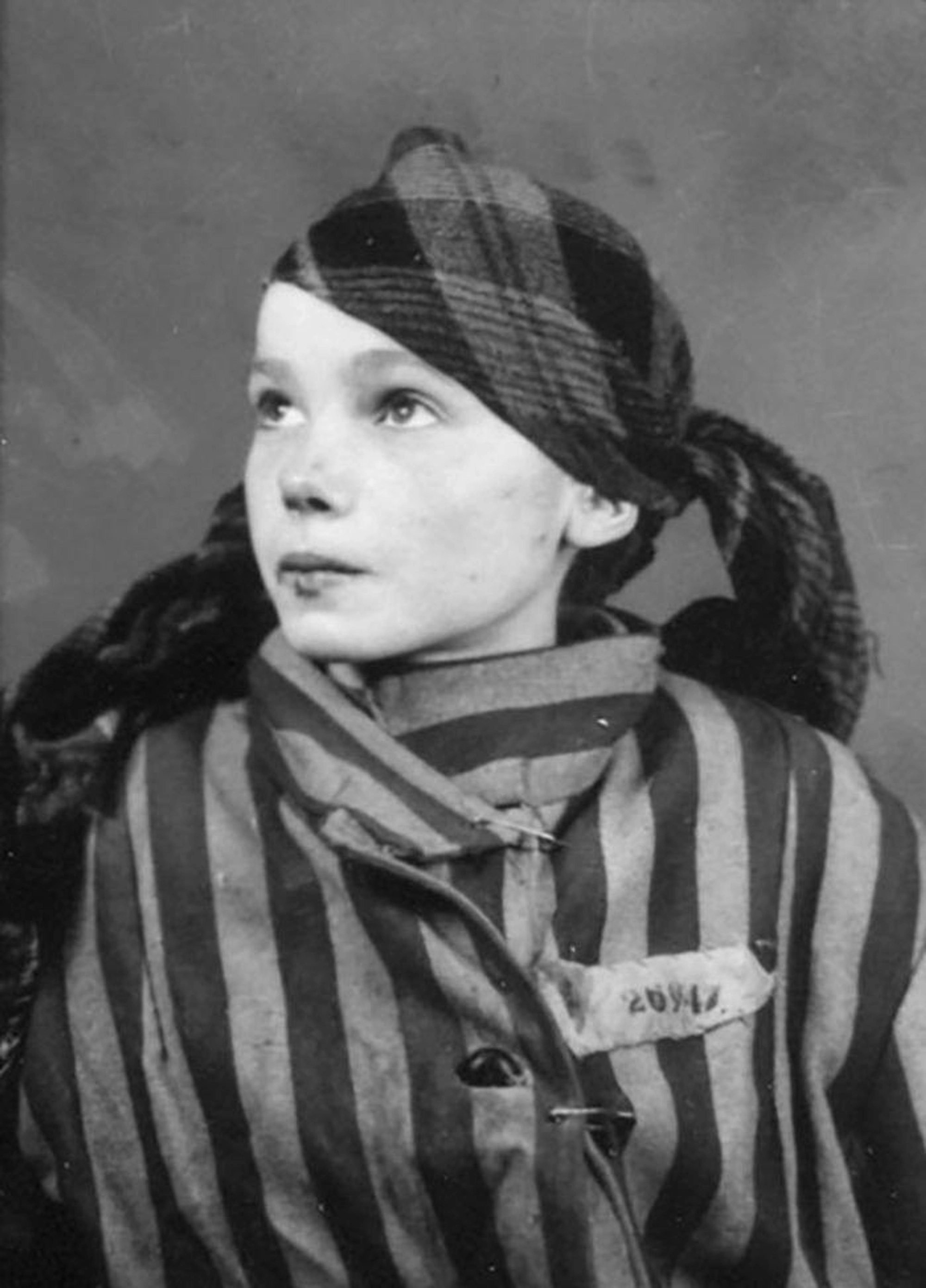
Czesława Kwoka - chica polaca asesinada por los alemanes en Auschwitz el 12 de marzo de 1943 Véase también: crímenes de guerra alemanes en Polonia.

En los primeros años de la Segunda Guerra Mundial, los judíos eran llevados sobre todo a campos de trabajos forzados o eran recluidos en guetos, pero a partir de 1942 fueron deportados a los campos de exterminio bajo la apariencia de "relocalizaciones". Por razones políticas y logísticas, las fábricas de asesinatos más infames de los nazis estaban en la Polonia ocupada, donde vivían muchas de las personas perseguidas; Polonia era el lugar con más población judía en el territorio de Europa controlado por los nazis. Además, los nuevos campos de exterminio fuera de las fronteras anteriores a la guerra del Tercer Reich podrían mantenerse en secreto ante la población civil alemana.

### Campos de exterminio puros de los nazis

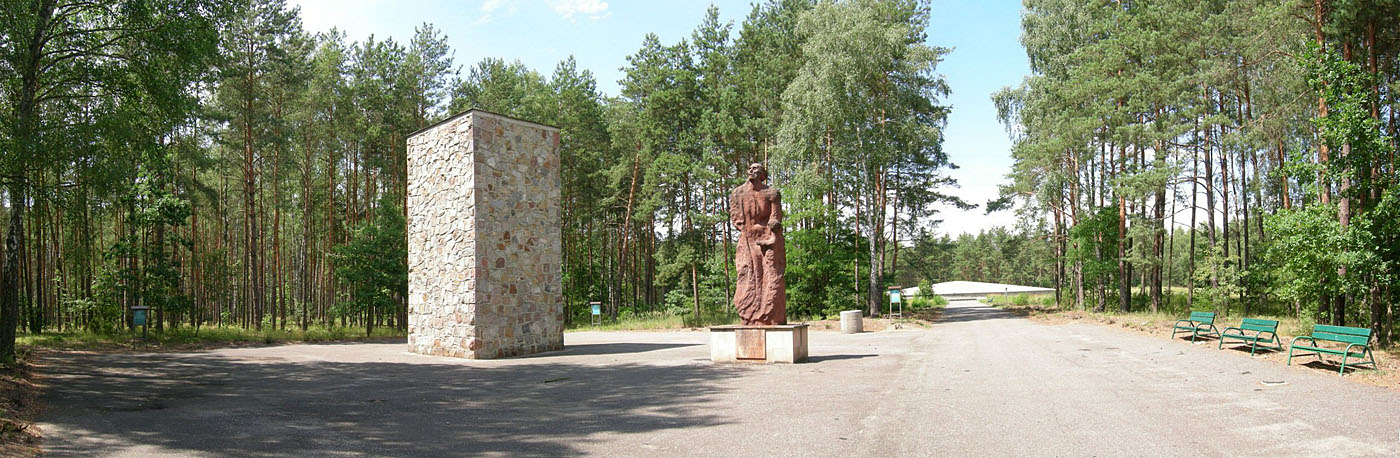
Monumento conmemorativo en Sobibor.

Durante la fase inicial de la "solución final", los nazis desarrollaron furgonetas que producían gases de escape venenosos en el territorio ocupado de la Unión Soviética y en el campo de exterminio de Chełmno, en la Polonia ocupada, antes de usarse en otros lugares. El método de asesinato se basaba en la experiencia obtenida por las SS durante el programa secreto de eutanasia involuntaria Aktion T4. Había dos tipos de campos de la muerte operando durante el Holocausto.
A diferencia de Auschwitz, donde se usaba el Zyklon B, basado en el cianuro, para exterminar a prisioneros bajo la apariencia de "relocalizaciones", los campos de Treblinka, Bełżec y Sobibór, construidos durante la Operación Reinhard (octubre de 1941 – noviembre de 1943), usaban gases de escape producidos por grandes motores de combustión. Los tres grandes centros del método Reinhard fueron construidos sobre todo para el exterminio de los judíos que se encontraban recluidos en los guetos. Al principio, los cuerpos de las víctimas eran enterrados con el uso de excavadoras, pero luego fueron exhumados e incinerados al aire libre para ocultar la evidencia del genocidio en lo que se conoció como la Sonderaktion 1005.
Mientras que los campos de Auschwitz II (Birkenau) y Majdanek eran parte de un complejo de campos de trabajo forzado, los campos de exterminio de Chełmno y de la Operación Reinhard se construyeron para el rápido exterminio de comunidades de personas a las pocas horas de su llegada. Fueron construidos cerca de ramales que se vinculaban con el sistema ferroviario polaco, con miembros del personal que se transferían entre ubicaciones. Estos campamentos tenían un diseño casi idéntico: tenían varios cientos de metros de largo y ancho, y estaban equipados con un mínimo de viviendas para el personal e instalaciones de apoyo que no estaban destinadas a las multitudes desafortunadas que llegaban apretadas en los trenes.
Los nazis decían a las víctimas que aquello era una parada transitoria, y que continuarían para los campos de trabajo (arbeitslagers) alemanes más al Este. Los prisioneros seleccionados con cuerpos adecuados no eran asesinados de inmediato, sino usados como trabajadores de unidades llamadas sonderkommandos para ayudar en el proceso de exterminio retirando cuerpos de las cámaras de gas y quemándolos.

### Campos de concentración y de exterminio de los nazis

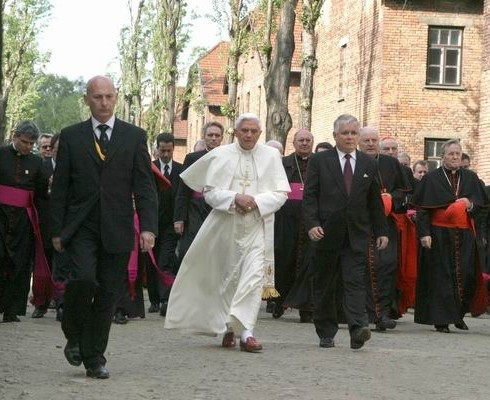
Benedicto XVI visitando Auschwitz cuando era papa.

En los campos de la Operación Reinhard, Bełżec, Sobibór, y Treblinka, los prisioneros de los trenes eran destinados a morir de inmediato en cámaras de gas diseñadas para ello. Las instalaciones para el asesinato en masa fueron desarrolladas al mismo tiempo en el campo de Auschwitz II-Birkenau, un campo dentro del complejo de trabajos forzados, y en el campo de concentración Majdanek. En la mayoría de los otros campos, los prisioneros fueron seleccionados primero para trabajo esclavo; fueron mantenidos vivos con raciones de hambre y puestos a disposición para trabajar según fuera necesario. Auschwitz y Majdanek fueron modernizados con cámaras de gas Zyklon-B y edificios de crematorios a medida que pasó el tiempo, permaneciendo operativos hasta el final de la guerra en 1945. El campo de exterminio de Maly Trostenets, en la Unión Soviética ocupada, al principio era un campo de concentración. Se convirtió en un campo de exterminio mediante fusilamientos masivos. Esto fue complementado con gaseamientos por el tubo de escape de una furgoneta desde octubre de 1943.
El campo de concentración de Sajmište dirigido por los nazis en Yugoslavia tuvo una furgoneta para gaseamientos desde marzo a junio de 1942. Una vez que se terminaron las instalaciones de asesinatos, la furgoneta regresó a Berlín. Tras una adaptación, la furgoneta fue enviada al campo de Maly Trostinets para su uso allí. Algunos prisioneros eran destinados a trabajos antes de la muerte. Otros eran transportados al campo de exterminio de Bełżec o eran víctimas de fusilamientos masivos en dos laderas de piasky detrás del campo.

### Otros campos de exterminio
El Estado Independiente de Croacia, creado el 10 de abril de 1941, adoptó doctrinas raciales y políticas paralelas a las de la Alemania nazi. Los campos de la muerte fueron establecidos por el gobierno de la Ustacha para contribuir a la "solución final" al "problema judío", el asesinato de los gitanos, la eliminación de disidentes y, sobre todo, para acabar en Croacia con la población serbia. El grado de crueldad con que esa población fue perseguida conmocionó incluso a los nazis.
En el campo de concentración de Jadovno, a 20 kilómetros de Gospić, entre mayo- agosto de 1941 (122 días), miles de serbios y judíos solían ser asesinados empujados a profundos barrancos cerca del campo.

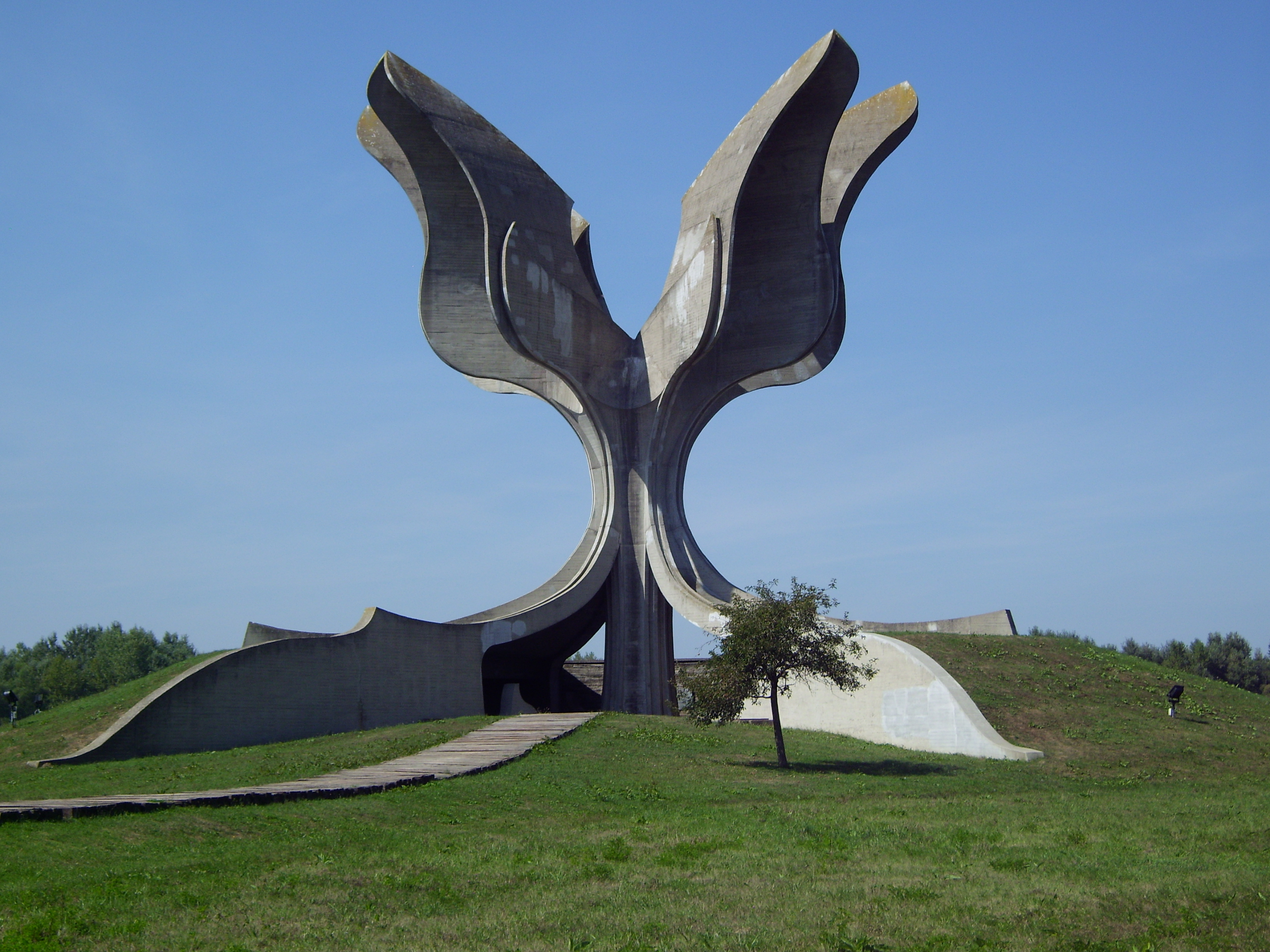
Monumento conmemorativo en el campo de Jasenovac.

Fue reemplazado por el complejo del campo de concentración de Jasenovac, que tenía cinco subcampos, donde muchos presos entraron en programas de exterminio sistemático. Un criterio importante para la selección fue la duración de la detención anticipada de un preso. Los hombres fuertes que eran capaces de trabajar y que estaban sentenciados a menos de tres años de encarcelamiento podían vivir. Todos los reclusos con sentencias indeterminadas o sentencias de tres años o más entraron a programas para la ejecución, con independencia de su condición física. Algunas ejecuciones fueron mecánicas, según el método nazi. Otras se realizaron con herramientas como mazos y cuchillos agrícolas y estas herramientas se utilizaron a menudo para arrojar a las víctimas desde el final de una rampa hacia el río Sava.
El Museo Conmemorativo del Holocausto de los Estados Unidos, en Washington D. C., ha calculado que en Croacia el régimen de la Ustacha asesinó entre 77.000 y 99.000 personas en el campo de concentración de Jasenovac desde 1941 a 1945. El sitio conmemorativo de Jasenovac cita una cifra similar, de entre 80.000 y 100.000 víctimas. Un episodio del documental de televisión, "Colaboradores nazis" describió los crímenes de Dinko Šakić y declaró que más de 300.000 personas fueron asesinadas. En Jasenovac, la mayoría de las víctimas fueron serbias, aunque también mataron judíos, gitanos y disidentes. Los modos mecánicos de asesinatos en masa en Jasenovac incluyeron el uso de furgonetas para gasear y, luego, Zyklon B antes de ir a hornos crematorios.

## Sistemas utilizados en la política de exterminio
Heinrich Himmler visitó las afueras de Minsk en 1941 para presenciar un fusilamiento masivo. El oficial al mando le dijo que los disparos dañaban en lo psicológico a quienes debían apretaran los gatillos. Himmler supo que se requería otro método. Después de la guerra, el diario del comandante de Auschwitz, Rudolf Höss, reveló que la psiquis era "incapaz de seguir vadeando a través de la sangre algo más", muchos einsatzkommandos-los asesinos- se volvieron locos o se suicidaron.
Los nazis usaron gases por primera vez con cilindros de monóxido de carbono para matar a 70.000 personas con discapacidad en Alemania en lo que llamaron un "programa de eutanasia" para ocultar asesinatos en masa. A pesar de los efectos letales del monóxido de carbono, esto se consideró inadecuado para su uso en el Este debido al costo de transportar el monóxido de carbono en cilindros.
Cada campo de exterminio funcionaba de manera diferente, pero cada uno tenía diseños para una matanza industrializada rápida y eficiente. Mientras Höss estaba fuera en un viaje oficial a fines de agosto de 1941, su adjunto, Karl Fritzsch, probó una idea. En Auschwitz, la ropa infestada de piojos se trató con ácido prúsico cristalizado. El producto fue hecho por encargo a la compañía química IG Farben, de la marca Zyklon-B. Una vez sacado de su recipiente, el Zyklon-B generaba un gas letal de cianuro. Fritzsch probó el efecto del Zyklon B en los prisioneros de guerra soviéticos, que fueron encerrados en celdas en el sótano del búnker para este experimento. A su regreso, Höss fue informado, estuvo impresionado con los resultados y esto se convirtió en la estrategia del campo para el exterminio, y también debía estar en Majdanek. Además de los gases, los guardias del campo continuaron matando prisioneros a través de fusilamientos masivos, inanición, tortura, etc.
El obersturmführer de las SS Kurt Gerstein, del Instituto para la Higiene de las Waffen-SS, le dijo a un diplomático sueco que, el 19 de agosto de 1942, él llegó al campo de exterminio de Belzec, que contaba con cámaras de gas de monóxido de carbono, y que presenció la descarga de 45 vagones de tren con 6 700 judíos, de los cuales muchos ya estaban muertos, y que el resto marcharon desnudos a las cámaras de gas, donde:

el unterscharführer Hackenholt estaba realizando grandes esfuerzos para que el motor funcionara. Pero no funcionaba. El capitán Wirth vino. Pude ver que estaba asustado, porque yo estaba presente en el desastre. Sí, yo lo vi todo y esperé. Mi cronómetro lo mostraba todo, 50 minutos, 70 minutos, y el motor diésel no arrancaba. La gente esperaba dentro de las cámaras de gas. En vano. Se les podía escuchar llorar, "como en la sinagoga", dice el profesor Pfannenstiel, con los ojos pegados a una ventana en la puerta de madera. Después de 2 horas y 49 minutos; -el cronómetro lo registró todo- el motor diésel empezó. Hasta ese momento, la gente encerrada en esas cuatro cámaras llenas de gente todavía estaba viva, cuatro veces 750 personas, en cuatro veces 45 metros cúbicos. Transcurrieron otros 25 minutos. Muchos ya estaban muertos, eso se podía ver a través de la pequeña ventana, porque una lámpara eléctrica en el interior iluminó la cámara por unos momentos. Después de 28 minutos, solo unos pocos seguían vivos. Finalmente, después de 32 minutos, todos estaban muertos... Los dentistas [luego] sacaron los dientes de oro, puentes y coronas. En medio de ellos estaba el capitán Wirth. Estaba en su elemento y, mostrándome una lata grande llena de dientes, dijo: "¡Mira, por ti mismo, el peso de ese oro! Es solo de ayer y del día anterior. No puedes imaginar lo que encontramos todos los días - dólares, diamantes, oro. ¡Lo verás por ti mismo!"
Kurt Gerstein

El comandante de Auschwitz, Rudolf Höss, informó que la primera vez que se usó Zyklon B en los judíos, muchos sospecharon que iban a ser asesinados, a pesar de haber sido engañados para creer que iban a ser desvalijados y luego regresar al campo. Como resultado, los nazis identificaron y aislaron a "individuos difíciles" que podrían alertar a los prisioneros, y los sacaron de la masa para que no incitaran a la revuelta entre la mayoría engañada de los prisioneros en camino a las cámaras de gas. Los prisioneros "difíciles" fueron conducidos a un sitio fuera de la vista para ser asesinados en forma discreta.
Un destacamento especial de prisioneros, el sonderkommando, participaba en el proceso de exterminio. Alentaron a los judíos a desnudarse sin una pista de lo que estaba por suceder. Los acompañaron a las cámaras de gas equipadas para aparecer como duchas (con boquillas de agua que no funcionan y paredes de azulejos); y permanecían con las víctimas hasta justo antes de que se cerrara la puerta de la cámara. Para mantener el "efecto calmante" del engaño desgarrador, un hombre de las SS estaba en la puerta hasta el final. Los del sonderkommando hablaban con las víctimas sobre la vida en el campo para apaciguar a los que sopechaban y los apresuraban a entrar; a tal efecto, también ayudaron a los ancianos y a los muy jóvenes a desvestirse.
Una vez que se cerró la puerta de la cámara de gas llena, se dejaba caer Zyklon B a través de agujeros especiales en el techo. Las regulaciones requerían que el comandante del campamento supervisara (a través de una mirilla) los preparativos, el gaseamiento y el saqueo de los cadáveres. El comandante Höss informó que las víctimas gaseadas "no mostraron signos de convulsión"; los médicos de Auschwitz atribuyeron eso al "efecto paralizador en los pulmones" del gas Zyklon-B, que mataba "antes" de que la víctima comenzara a sufrir convulsiones.
Como entrenamiento político, algunos líderes de alto rango Partido Nazi y oficiales de las SS fueron enviados a Birkenau para presenciar los gaseamientos; Höss informó que, "todos quedaron impresionados por lo que vieron [sin embargo, algunos] que habían hablado en voz alta, sobre la necesidad de este exterminio, se callaron una vez que vieron la "solución final al problema judío"". El comandante Höss justificó el exterminio al explicar la necesidad de "la determinación de hierro con la que debemos cumplir las órdenes de Hitler"; sin embargo, apreció que incluso "[Adolf] Eichmann, quien [era] lo suficientemente duro, no deseaba cambiar de lugar conmigo".
Después del gaseamiento, los sonderkommando retiraban los cuerpos de las cámaras de gas. Luego extraían los dientes de oro. Al principio, las víctimas fueron enterradas en fosas comunes, pero luego pasaron a ser quemadas en todos los campos de la Operación Reinhard, lo que fue conocido como la Sonderaktion 1005.
Los sonderkommando eran responsables de quemar los cuerpos en piras, avivando los incendios, drenando el exceso de grasa corporal y removiendo la "montaña de cadáveres en llamas... para que la corriente pudiera avivar las llamas", escribió el Comandante Höss en sus memorias mientras estaba bajo custodia polaca. Quedó impresionado por la diligencia de los prisioneros del llamado Destacamento Especial que cumplieron con sus deberes a pesar de ser muy conscientes de que ellos también tendrían el mismo final. En la estación de exterminio de Lazareto agarraron a los enfermos para que nunca vieran el arma mientras les disparaban. Lo hicieron "de una manera tan natural que podrían haber sido ellos mismos los exterminadores", escribió Höss. Dijo además que los hombres comían y fumaban "incluso cuando se dedicaban al espeluznante trabajo de quemar cadáveres que habían estado yaciendo durante algún tiempo en fosas comunes". Se encontraron con el cadáver de algún pariente, o los vieron entrar a las cámaras de gas. Según Höss, quedaron impresionados por esto, pero "nunca condujo a ningún incidente". Mencionó el caso de un sonderkommando que encontró el cuerpo de su esposa, pero continuó arrastrando cadáveres "como si nada hubiera pasado".
En Auschwitz, los cuerpos eran incinerados en crematorios y las cenizas enterradas, esparcidas o arrojadas al río. En Sobibór, Treblinka, Bełżec y Chełmno, los cadáveres fueron incinerados en piras. La eficiencia de los asesinatos industrializados en Auschwitz-Birkenau condujo a la construcción de tres edificios con crematorios diseñados por especialistas de la empresa J.A. Topf y Söhne. Quemaron cuerpos las 24 horas del día y, sin embargo, la tasa de mortalidad fue a veces tan alta que los cadáveres también debían quemarse al aire libre.
Además de los planes de exterminio, la tasa de suicidio en los campos de concentración era enorme, debido al trato inhumano que sufrían los prisioneros.
Liberados los campos de exterminio, fueron numerosos los testimonios de sobrevivientes que detallaban los sistemas empleados por las SS para asesinar. Entre los testigos de los juicios de Núremberg hubo víctimas de los campos.
- Ahogamientos masivos: no todos los procesos de exterminio tuvieron lugar en los campos. En 1944 cientos de judíos fueron atados en grupos por los nazis y tirados al Danubio en Budapest, Hungría, para su ahogamiento.[66] Colaboradores nazis en Rumanía los ahogaron en el río Dniéster.[67] También en el río Niemen en Minks, Bielorrusia.[68] El campo de exterminio de Jasenovac de la Ustacha se encontraba cerca del río Sava, donde se ahogó a grupos "enemigos".[69] En 1941 los nazis ahogaron a miles de judíos y prisioneros soviéticos en los pantanos y el río Prípiat. Los oficiales van Loosen, Klockmann y "Block-Aeltester" Schroegler se especializaron en ahogarlos en recipientes de agua en el campo de concentración de Gusen II entre 1940 y 1942.[70]

- Duchas de agua fría: el SS-Hauptsturmfuehrer Karl Chmielewski, encargado del campo de concentración de Gusen I entre 1940 y 1943, exterminaba a presos cansados o enfermos metiéndolos en las duchas en grupos de entre 40 y 200 y arrojando agua fría.[70] Los que no morían por hipotermia podían fallecer por un neumotórax.[71] Esto era ejecutado por su ayudante, Heinz Jentzsch, que pasó a ser conocido como el Bademeister (en español, el "ayudante de baño").[70][72]

- Furgonetas para gaseamientos: eran furgonetas con las cajas traseras hermetizadas y los presos eran gaseados con monóxido de carbono del propio tubo de escape, que había sido redirigido al interior. En 1941, antes de adoptar la "solución final" en febrero de 1942, empezaron a usarlas para gasear judíos de la región de Lodz y de Roma en el campo de exterminio de Chelmno.[73]

- Cámaras de gas de monóxido de carbono: en 1939 los nazis llevaron a cabo un programa de eutanasia forzada de pacientes de hospitales con cámaras de gas de monóxido de carbono sintetizado. Estas cámaras estaban en Bernburg, Brandenburg, Grafeneck, Hadamar, Hartheim y Sonnenstein; simulaban ser salas de duchas. Este programa de eutanasia continuó hasta el final de la Guerra.[74] En febrero de 1942, comenzaron con la "solución final", un plan de exterminio de todos los judíos de Europa. Instalaron cámaras de monóxido de carbono procedente de motores diésel en los campos de exterminio de Belzec, Sobibor y Treblinka.[73]

- Cámaras de gas de Zyklon B: los nazis usaron por primera vez el insecticida Zyklon-B para matar a 600 prisioneros soviéticos y a 250 prisioneros enfermos en el sótano de un bloque de prisioneros de Auschwitz en septiembre de 1941. En febrero de 1942, cuando se aprobó la "solución final" para el exterminio de judíos, se usaron como cámaras de gas dos casas desalojadas del cercano pueblo de Brzezinka[75] e instalaron cámaras de gas en dos búnkeres de Birkenau.[76] También hubo cámaras de gas con Zyklon B en el campo de Majdanek.[77]

Los campos de concentración de Stutthof, Mauthausen, Sachsenhausen y Ravensbrück, aunque no estaban considerados como campos de exterminio, también tenían cámaras de gas. La mayor parte empleó Zyklon-B.
- Cámara eléctrica: según un informe del Congreso Judío Mundial de diciembre de 1942, en el campo de exterminio de Belzec había una cámara eléctrica. Esta era un cobertizo con un suelo de metal. Los prisioneros eran encerrados, se activaba una corriente eléctrica y morían de forma instantánea.[78]

- El ahorcamiento: algunos prisioneros fueron ahorcados por intentar fugarse o por organizar motines en Auschwitz.[79] El 18 de abril de 1942 cuatro judíos fueron ahorcados en Mlawa, la Polonia ocupada, por contrabando de comida. El 4 de junio ahorcaron allí a otros trece.[80] También se ahorcó a un grupo de judíos en Sosnowiec[81][82] y a partisanos polacos en Rovno en 1942.[83]

- El despeñamiento: en las canteras y obras en las que trabajaban prisioneros esclavizados, a los más débiles o agotados por la fatiga y el hambre se les empujaba al vacío para morir despeñados. A estos muertos habría que sumar los que se arrojaban en busca de una muerte rápida y menos dolorosa.

- El hacinamiento: los prisioneros eran transportados en vagones de ganado. En un vagón, donde habrían viajado ocho reses, metían a cien personas.[84] El transporte podía recorrer distancias entre países, por ejemplo, de Italia a Polonia, y se hacía sin comida ni agua.[84] El SS Kurt Gerstein dijo que, en agosto de 1942, un tren llegó a Belzec con 6 700 personas y que 1 450 estaban ya muertas.[85]

- El hambre: la comida proporcionada a los prisioneros en los campos de concentración no tenía todos los nutrientes. En Auschwitz recibían por la mañana medio litro de café, que en parte era sucedáneo, un almuerzo de un litro de sopa y de cena un trozo de pan negro de 300 gramos que podía ir acompañado de 25 gramos de salchicha, o margarina, o una cucharada de mermelada, o queso. Esto, unido a los trabajos forzados, provocaba que el organismo se deteriorase.[86][87][88] Un preso podía ser recluido hasta morir de hambre.[89] El SS-Hauptsturmführer Karl Fritzsch, encargado de Auschwitz, estableció que cuando un preso se fugase castigaría a diez como represalia a morir de hambre en un búnker. En julio de 1941, uno de diez seleccionados, Franciszek Gajowniczek, pidió que se apiadasen de él por su familia y el franciscano inmaculista san Maximiliano Kolbe se ofreció de sustituto. Tras varios días, Kolbe fue el único superviviente y le ejecutaron con una inyección de fenol.[90]

- El veneno: en ciertas poblaciones del este de Europa, oficiales de las SS reunían a los niños de los pueblos en grandes grupos y bajo sonrisas y juegos, y con la excusa de una excursión campestre se les llevaba a un campo o bosque cercano en donde se les daba bebidas calientes con galletas envenenadas. Pocos minutos después de tomarlas morían entre dolores por la intoxicación.

En el campo de concentración de Stutthof, entre junio de 1942 y septiembre de 1944, cientos de personas, incluidos niños, fueron ejecutados por las SS con inyecciones de veneno en el corazón, al igual que a finales de febrero de 1945, unos 420 niños judíos de entre 4 y 7 años fueron enviados al campo de concentración de Gusen I y exterminados por doctores de las SS.
- Fusilamientos masivos: en Europa del Este, los Einsatzgruppen destruían las poblaciones y mataban a los habitantes. Obligaban a las víctimas a cavar sus fosas y desnudarse antes de fusilarlas.[92]

- Incineración: en los campos de exterminio los fallecidos eran quemados en hornos. En el Jasenovac de la Ustacha, el oficial Dominik "Hinko" Picilli era conocido por quemarlos vivos.[93]

- La enfermería: los nazis llevaron a cabo experimentos con prisioneros de los campos. Lo hacían para estudiar las razas, infligían heridas para tratarlas y adquirir conocimiento de enfermería militar, realizaban experimentos relacionados con la esterilización, etc. Muchos terminaban muertos o muy dañados.[94][95] Uno de los médicos nazis que realizó experimentos fue Josef Mengele, de Auschwitz, que tenía un interés especial por los gemelos.[96]

- Torturas: en los campos a veces se aplicaban la garrucha,[70][97][98] que en ocasiones se prolongaba hasta la muerte del inviduo,[70] los azotes[99] y las palizas.[100]

- Muerte por el fuego o por bombas: Habitual en la Ustacha. Cuando llegaban a pueblos del este de Europa, torturaban y fusilaban a  los hombres mientras que separaban a mujeres, niños y ancianos para encerrarlos en graneros, iglesias o sinagogas a las que se les prendía fuego. En algunas variaciones, el lugar era cerrado y se lanzaban por las ventanas granadas de mano y bombas.

## Víctimas
El número total estimado de personas que fueron asesinados los seis campos de exterminio nazis en Polonia es de 2,7 millones, según el Museo Memorial del Holocausto de Estados Unidos.
| Campo              | Muertos estimados | Operatividad                                                                | Territorio ocupado                  | País donde se encuentra actualmente | Medio principal para el asesinato     |
| ------------------ | ----------------- | --------------------------------------------------------------------------- | ----------------------------------- | ----------------------------------- | ------------------------------------- |
| Auschwitz–Birkenau | 1 100 000         | Mayo de 1940 – Enero de 1945                                                | Provincia de Alta Silesia           | Polonia                             | Cámaras de gas de Zyklon B            |
| Treblinka          | 800 000           | 23 de julio de 1942 – 19 de octubre de 1943                                 | Distrito del Gobierno General       | Polonia                             | Cámaras de gas de monóxido de carbono |
| Bełżec             | 600 000           | 17 de marzo de 1942 – finales de junio de 1943                              | Distrito del Gobierno General       | Polonia                             | Cámaras de gas de monóxido de carbono |
| Chełmno            | 320 000           | 8 de diciembre de 1941 – Marzo de 1943, Junio de 1944 – 18 de enero de 1945 | Distrito de Reichsgau de Wartheland | Polonia                             | Furgonetas con monóxido de carbono    |
| Sobibór            | 250 000           | 16 de mayo de 1942 – 17 de octubre de 1943                                  | Distrito del Gobierno General       | Polonia                             | Cámaras de gas de monóxido de carbono |
| Majdanek           | Al menos 80 000   | 1 de octubre de 1941 – 22 de julio de 1944                                  | Distrito del Gobierno General       | Polonia                             | Cámaras de gas de Zyklon B            |

## Desmantelamiento
Los nazis intentaron desmantelar total o parcialmente los campos de exterminio para ocultar cualquier evidencia de que allí se hubiera asesinado a personas. No solo se intentó ocultar el proceso de exterminio sino también los restos enterrados. Como resultado de la secreta Sonderaktion 1005, los campos fueron desmantelados por comandos o por prisioneros, sus registros fueron destruidos y las fosas comunes fueron desenterradas para incinerar los cuerpos. Algunos campos de exterminio que aún no habían sido limpiados de evidencias fueron liberados por las tropas soviéticas, que siguieron estándares de documentación diferentes a los de los aliados occidentales.
Sin embargo, el campo de exterminio de Majdanek fue capturado casi intacto debido al rápido avance del Ejército Soviético durante la Operación Bagratión.